# Vizinhos Para Sempre
Vizinhos Para Sempre é uma série de televisão de origem portuguesa, dos géneros comédia e sitcom, criada e adaptada por Henrique Cardoso Dias a partir da série espanhola La que se avecina para ser transmitida pela TVI e Prime Video. A série retrata a crise habitacional que se vive em Portugal, com muito humor e conflitos à mistura, onde o lema é “tudo ao molho e fé em Deus“. A primeira temporada é composta por 10 episódios e foi lançada a 18 de janeiro de 2025.
A 17 de julho de 2024, foi revelado que a série teria uma segunda temporada, gravada simultaneamente com a primeira temporada. Com 10 episódios, a segunda temporada foi lançada a 5 de abril de 2025.
A série apresenta Valerie Braddell, Cucha Carvalheiro, Bárbara França, Miguel Guilherme, Pedro Lacerda, Patrícia Tavares, Samuel Alves, Paula Neves, Márcia Breia, Fernando Pires, Mafalda Marafusta, Miguel Flor de Lima, Diogo Valsassina, Diana Nicolau, Alexandra Lencastre, Dinarte Branco, Tiago Teotónio Pereira, Margarida Bakker, Diogo Morgado e Miguel Raposo no elenco principal. Manuel Cavaco juntou-se ao elenco principal na segunda temporada.

## Resumo
| Temporada | Temporada | Episódios | Episódios | Originalmente exibido | Originalmente exibido | Transmissão lusófona na Prime Video |
| Temporada | Temporada | Episódios | Episódios | Estreia da temporada  | Final da temporada    | Transmissão lusófona na Prime Video |
| --------- | --------- | --------- | --------- | --------------------- | --------------------- | ----------------------------------- |
|           | 1         | 10        | 10        | 18 de janeiro de 2025 | 29 de março de 2025   | 18 de janeiro de 2025               |
|           | 2         | 10        | 10        | 5 de abril de 2025    | 7 de junho de 2025    | 5 de abril de 2025                  |

A série segue as peripécias do dia-a-dia de uma comunidade de vizinhos no condomínio “Terraços do Glamour”, nos arredores de Lisboa.
Para lucrar com as dificuldades habitacionais em Portugal, a construtora prometeu características que o condomínio não possui, deixando os moradores a lidar com apartamentos defeituosos, intercomunicadores que não funcionam e paredes tão finas que a privacidade é uma ilusão. É assim que conhecemos os personagens excêntricos que habitam e trabalham no condomínio “Terraços do Glamour”.
Desde uma família conflituosa até um casal recém-casado, passando por uma Bridget Jones portuguesa e o "chato oficial" do condomínio, todos contribuem para um quotidiano atribulado e hilariante.

## Elenco
| Ator/Atriz             | Personagem          | Temporada    | Temporada       | Temporada |
| Ator/Atriz             | Personagem          | 1            | 2               |           |
| ---------------------- | ------------------- | ------------ | --------------- | --------- |
| Valerie Braddell       | Irene               | Principal    | Principal       |           |
| Cucha Carvalheiro      | Alda                | Principal    | Principal       |           |
| Bárbara França         | Raquel Vieira       | Principal    | Principal       |           |
| Miguel Guilherme       | António José «Tozé» | Principal    | Principal       |           |
| Pedro Lacerda          | Jorge Ribeiro       | Principal    | Principal       |           |
| Patrícia Tavares       | Gisela Ribeiro      | Principal    | Principal       |           |
| Samuel Alves           | Luís Coelho         | Principal    | Principal       |           |
| Paula Neves            | Diana Coelho        | Principal    | Participação    |           |
| Márcia Breia           | Delfina             | Principal    | Does not appear |           |
| Fernando Pires         | Fernando            | Principal    | Principal       |           |
| Mafalda Marafusta      | Cristina            | Principal    | Participação    |           |
| Miguel Flor de Lima    | Edgar               | Principal    | Principal       |           |
| Diogo Valsassina       | João                | Principal    | Principal       |           |
| Diana Nicolau          | Sílvia              | Principal    | Principal       |           |
| Alexandra Lencastre    | Rosa                | Principal    | Principal       |           |
| Dinarte Branco         | Júlio               | Principal    | Principal       |           |
| Tiago Teotónio Pereira | Pedro               | Principal    | Principal       |           |
| Margarida Bakker       | Sofia               | Principal    | Principal       |           |
| Diogo Morgado          | Sérgio Aires        | Principal    | Principal       |           |
| Miguel Raposo          | Joaquim Aires       | Principal    | Principal       |           |
| Manuel Cavaco          | Jaime Coelho        | Participação | Principal       |           |

### Elenco recorrente
| Ator/Atriz    | Personagem         | Temporada       | Temporada       | Temporada |
| Ator/Atriz    | Personagem         | 1               | 2               |           |
| ------------- | ------------------ | --------------- | --------------- | --------- |
| Dinis Lima    | André Jorge Coelho | Recorrente      | Recorrente      |           |
| Cleia Almeida | Sandra             | Recorrente      | Recorrente      |           |
| Rodrigo Costa | Gonçalo            | Recorrente      | Recorrente      |           |
| Filipe Matos  | Artur              | Recorrente      | Does not appear |           |
| Vera Moura    | Inês               | Does not appear | Recorrente      |           |
| Joana Cotrim  | Bianca             | Does not appear | Recorrente      |           |

### Elenco adicional
| Ator/Atriz        | Personagem        |
| ----------------- | ----------------- |
| João Pedro Dantas | David             |
| Santiago Salsa    | Nuno              |
| Martinho Silva    | António           |
| Alexandra Leite   | Glória            |
| Rui Luís Brás     | Jaime             |
| Marta Gil         | Susana            |
| Nuno Homem de Sá  | José              |
| Marta Melro       | Elsa              |
| Adérito Lopes     | Ramiro            |
| José Neves        | Custódio          |
| Pedro Górgia      | Realizador Novela |
| Mafalda Teixeira  | Débora Félix      |
| João Bonneville   | Polícia           |
| Diogo Mesquita    | Choné             |
| Jorge Silva       | Hugo              |
| Fransisco Arraiol | Padre Alexandre   |
| Ana Saragoça      | Elvira            |

## Episódios

### 1.ª temporada (2025)
| N.º na série | N.º na temp. | Título                                                   | Dirigido por                                | Escrito por           | Exibição na TVI         | Exibição na Prime Video | Audiências na TVI (milhões) |
| --- | ------------ | -------------------------------------------------------- | ------------------------------------------- | --------------------- | ----------------------- | ----------------------- | --------------------------- |
| 1 | 1            | "Terraços do Glamour"                                    | Carlos Dante, Luis Pamplona e Roberto Roque | Henrique Cardoso Dias | 18 de janeiro de 2025   | 18 de janeiro de 2025   | 0,81                        |
| O Condomínio está acabado, mas os apartamentos têm defeitos, os vizinhos são problemáticos e o porteiro é duvidoso. Joaquim, enfrenta dificuldades com o seu irmão e o caos aumenta quando descobre que duas idosas ocupam ilegalmente o apartamento modelo. Após ser abandonada pelo noivo, Cristina tem de começar uma vida nova no condomínio. Enquanto isso, Pedro e Sofia voltam de lua de mel. |              |                                                          |                                             |                       |                         |                         |                             |
| 2 | 2            | "Astronomia, Multas e Alergia"                           | Carlos Dante, Luis Pamplona e Roberto Roque | Henrique Cardoso Dias | 25 de janeiro de 2025   | 18 de janeiro de 2025   | ASD                         |
| Raquel recusa reparar os defeitos do condomínio, mas cede após pressão dos vizinhos. Os Ribeiro obrigam Diana e Luís a remover as grades das janelas. Diana acidentalmente bate no carro de Jorge e rouba-o para o reparar em segredo. Cristina tenta seduzir Pedro, sem saber que ele é casado. Ao mesmo tempo, Irene e Alda têm de afastar compradores interessados no apartamento que ocupam.     |              |                                                          |                                             |                       |                         |                         |                             |
| 3 | 3            | "Azulejos, Polígrafo e uma Encomenda"                    | Carlos Dante, Luis Pamplona e Roberto Roque | Henrique Cardoso Dias | 1 de fevereiro de 2025  | 18 de janeiro de 2025   | ASD                         |
| Joaquim dá azulejos a Luís e Diana, o que causa uma revolta entre os moradores. Enquanto isso, Irene e Alda usam um cadáver para afastar potenciais compradores e Sérgio conquista a namorada que Joaquim conheceu online. Além disso Tozé usa um polígrafo para descobrir os segredos dos vizinhos.                                                                                                 |              |                                                          |                                             |                       |                         |                         |                             |
| 4 | 4            | "Um Caloteiro, um Sequestro e um Armário"                | Carlos Dante, Luis Pamplona e Roberto Roque | Henrique Cardoso Dias | 8 de fevereiro de 2025  | 18 de janeiro de 2025   | ASD                         |
| Pedro contrata alguém para bater no inquilino devedor, mas não corre bem. Nuno, filho dos Ribeiro, convence André a fingir seu próprio rapto para extorquir dinheiro aos pais. Entretanto, Rosa descobre que a sua casa é menor do que na planta e decide pôr um armário no hall. Além disso, Sofia contrata Irene e Alda como empregadas, mas elas fazem mais do que limpar.                        |              |                                                          |                                             |                       |                         |                         |                             |
| 5 | 5            | "Um Romance, um Carro e uma Vaca"                        | Carlos Dante, Luis Pamplona e Roberto Roque | Henrique Cardoso Dias | 15 de fevereiro de 2025 | 18 de janeiro de 2025   | ASD                         |
| Delfina coloca uma vaca e galinhas, no jardim dos Coelho, para irritação dos vizinhos. Irene e Alda compram um carro, apesar de não saberem conduzir, e Tozé dá-lhes aulas. Além disso, Pedro e Sofia organizam um jantar para arranjar uma namorada para Edgar e Joaquim e Sérgio fazem uma noitada de copos.                                                                                       |              |                                                          |                                             |                       |                         |                         |                             |
| 6 | 6            | "Um Mirone, uma Inspeção e um Cartão"                    | Carlos Dante, Luis Pamplona e Roberto Roque | Henrique Cardoso Dias | 1 de março de 2025      | 18 de janeiro de 2025   | ASD                         |
| Jorge perde a carteira e acusa os vizinhos de roubo. Diana é observada por Júlio a apanhar sol, o que estimula a sua vida sexual com Luís. Além disso, Sérgio convida Sílvia e João para um jantar e é apanhado a beijar uma amiga deles. Já Cristina, tenta comportar-se de maneira odiosa para que Edgar acabe com ele.                                                                            |              |                                                          |                                             |                       |                         |                         |                             |
| 7 | 7            | "Um Reencontro, um Despejo e Padel"                      | Carlos Dante, Luis Pamplona e Roberto Roque | Henrique Cardoso Dias | 8 de março de 2025      | 18 de janeiro de 2025   | ASD                         |
| Irene e Alda continuam a ocupar o apartamento modelo, apesar das tentativas de Raquel e Joaquim para as expulsar. Quando Raquel chama a polícia, as duas tornam-se okupas profissionais e famosas. Entretanto, Cristina encontra o seu ex-noivo e o condomínio organiza um torneio de Padel entre os proprietários.                                                                                  |              |                                                          |                                             |                       |                         |                         |                             |
| 8 | 8            | "Mentiras, Antidepressivos e um Frigorífico"             | Carlos Dante, Luis Pamplona e Roberto Roque | Henrique Cardoso Dias | 15 de março de 2025     | 18 de janeiro de 2025   | ASD                         |
| Luís tem uma depressão, Diana tenta animá-lo, mas é Delfina que o ajuda com antidepressivos. Pedro tem reclamações sobre a piscina, mas uma fissura impede que a encha. Entretanto, Raquel e Tozé usam um frigorífico para tentar expulsar Alda e Irene do apartamento modelo. |              |                                                          |                                             |                       |                         |                         |                             |
| 9 | 9            | "Uma Chantagem, um Exclusivo e um Escândalo Imobiliário" | Carlos Dante, Luis Pamplona e Roberto Roque | Henrique Cardoso Dias | 22 de março de 2025     | 18 de janeiro de 2025   | ASD                         |
| Preocupado em perder o emprego, Joaquim denuncia aos media que Irene e Alda ocupam o apartamento modelo, o que gera grande comoção social. A construtora consegue finalmente uma ordem de despejo, mas o apoio popular impede a sua execução. Entretanto, Jorge é chantageado com um vídeo em que aparece num bar gay e Sérgio torna-se notícia nacional por causa do irmão.                         |              |                                                          |                                             |                       |                         |                         |                             |
| 10 | 10           | "Solteiros, Disfunções Sexuais e um Afogado"             | Carlos Dante, Luis Pamplona e Roberto Roque | Henrique Cardoso Dias | 29 de março de 2025     | 18 de janeiro de 2025   | ASD                         |
| O pai de Luís é expulso do lar e vem viver com ele e Sérgio para descontentamento de Diana. Sérgio vai uma psicóloga tentar curar a seu vício em sexo e Cristina volta a apaixonar-se. Além disso, alguém morre afogado na piscina do condomínio. |              |                                                          |                                             |                       |                         |                         |                             |

### 2.ª temporada (2025)
| N.º na série | N.º na temp. | Título                                                           | Dirigido por                                | Escrito por           | Exibição na TVI     | Exibição na Prime Video | Audiências na TVI (milhões) |
| --- | ------------ | ---------------------------------------------------------------- | ------------------------------------------- | --------------------- | ------------------- | ----------------------- | --------------------------- |
| 11 | 1            | "Um Usufruto, um Strip e uma Visita ao Devedor"                  | Carlos Dante, Luis Pamplona e Roberto Roque | Henrique Cardoso Dias | 5 de abril de 2025  | 5 de abril de 2025      | ASD                         |
| Alda e Irene tornam-se celebridades e a construtora dá-lhes o usufruto do apartamento em troca de publicidade. Cristina despe-se em troca de dinheiro para pagar as aulas com Pedro. Além disso, alguns vizinhos aproveitam a ausência do inquilino devedor para usufruírem do seu ar condicionado. |              |                                                                  |                                             |                       |                     |                         |                             |
| 12 | 2            | "Ciúmes, Papilomas e uma Separação"                              | Carlos Dante, Luis Pamplona e Roberto Roque | Henrique Cardoso Dias | 12 de abril de 2025 | 5 de abril de 2025      | ASD                         |
| Sérgio descobre que tem uma infeção sexualmente transmissível e tem de avisar todas as mulheres com quem esteve nos últimos seis meses. E Sílvia, que também esteve com Sergio, descobre da doença. Além disso, Luís e Diana separam-se e Pedro desconfia que Sofia o anda a trair.                 |              |                                                                  |                                             |                       |                     |                         |                             |
| 13 | 3            | "Subornos, Detenções e um Casamento de Conveniência"             | Carlos Dante, Luis Pamplona e Roberto Roque | Henrique Cardoso Dias | 19 de abril de 2025 | 5 de abril de 2025      | ASD                         |
| Cristina aceita um casamento por conveniência para ajudar Fernando. Luís é detido e alguns condóminos decidem iniciar uma carreira na área dos raptos. |              |                                                                  |                                             |                       |                     |                         |                             |
| 14 | 4            | "Um Solteiro, um Iogurte com Fibra e um Novo Administrador"      | Carlos Dante, Luis Pamplona e Roberto Roque | Henrique Cardoso Dias | 26 de abril de 2025 | 5 de abril de 2025      | ASD                         |
| Pedro renuncia à administração do condomínio. João assume o cargo, tornando-se o novo administrador e Sílvia, sente-se como uma "primeira-dama". Entretanto, Sérgio faz um anúncio a um iogurte com fibra e Luís aceita a sua nova condição de solteiro.                                            |              |                                                                  |                                             |                       |                     |                         |                             |
| 15 | 5            | "Um Chumbo, uma Paranóia e um Romance Inimaginável"              | Carlos Dante, Luis Pamplona e Roberto Roque | Henrique Cardoso Dias | 3 de maio de 2025   | 5 de abril de 2025      | ASD                         |
| Luís seduz uma professora de André para o ajudar a não chumbar e os moradores tomam medidas para tornar o condomínio mais seguro. Enquanto isso, Rosa envolve-se com o mais improvável dos moradores.                                                                                               |              |                                                                  |                                             |                       |                     |                         |                             |
| 16 | 6            | "Uma Corrida, uma Inauguração e uma Taça Tibetana"               | Carlos Dante, Luis Pamplona e Roberto Roque | Henrique Cardoso Dias | 10 de maio de 2025  | 5 de abril de 2025      | ASD                         |
| Para desespero de todos os moradores, Luís inaugura o seu bar e um ar condicionado cai da fachada do condomínio. Será que atingiu alguém? Entretanto, uma pista de carros e o furto de uma taça tibetana, colocam todos contra todos.                                                               |              |                                                                  |                                             |                       |                     |                         |                             |
| 17 | 7            | "Uma Mentira, um Bar Gay e um Ator Revelação"                    | Carlos Dante, Luis Pamplona e Roberto Roque | Henrique Cardoso Dias | 17 de maio de 2025  | 5 de abril de 2025      | ASD                         |
| Contra a opinião de Sérgio, Joaquim estreia-se como ator e logo na novela do seu irmão. Enquanto isso, Tozé converte o bar de Luís, num bar gay e Sofia e Pedro fingem que se vão separar. |              |                                                                  |                                             |                       |                     |                         |                             |
| 18 | 8            | "Um Aniversário, uma Coloração e uma Reunião da Sacola Bordeaux" | Carlos Dante, Luis Pamplona e Roberto Roque | Henrique Cardoso Dias | 24 de maio de 2025  | 5 de abril de 2025      | ASD                         |
| Rosa faz anos e o seu presente de aniversário torna-se um problema para o seu filho, Pedro, que também faz anos de casado. Entretanto, Luís decide fazer uma mudança de visual para parecer mais novo e Bianca começa a vender brinquedos sexuais às moradoras.                                     |              |                                                                  |                                             |                       |                     |                         |                             |
| 19 | 9            | "Filhos, um Bar de Alterne e uma Humidade"                       | Carlos Dante, Luis Pamplona e Roberto Roque | Henrique Cardoso Dias | 31 de maio de 2025  | 5 de abril de 2025      | ASD                         |
| Tozé transforma o bar de Luís num bar de alterne e Pedro pede os filhos de João e Silvia, “emprestados” para tentar convencer Sofia a ser mãe. Enquanto isso, uma pequena infiltração na casa de banho de Raquel, torna-se um pesadelo para os Ribeiro.                                             |              |                                                                  |                                             |                       |                     |                         |                             |
| 20 | 10           | "Um Ménage, uma Empregada e uma Chuva de Cebolinho"              | Carlos Dante, Luis Pamplona e Roberto Roque | Henrique Cardoso Dias | 7 de junho de 2025  | 5 de abril de 2025      | ASD                         |
| Inês começa a trabalhar como empregada doméstica em casa de Luís, mas a experiência não corre bem. Entretanto, Bianca decide fazer um ménage à trois com Joaquim e Sérgio, e os Ribeiros acham que há um fantasma a persegui-los.                                                                   |              |                                                                  |                                             |                       |                     |                         |                             |

## Produção

### Desenvolvimento
Foi revelado em maio de 2024 que a TVI iria produzir uma série adaptada a partir da série espanhola La que se avecina, com o título provisório Os Vizinhos. Em junho de 2024, foi revelado que Vizinhos Para Sempre seria o título oficial.
Os ensaios decorreram entre o início de maio e junho de 2024. Os trabalhos arrancaram ainda no mesmo mês, a 11 de junho, e terminaram a 23 de julho de 2024, com gravações interiores nos estúdios da Plural Entertainment. Foram gravados simultaneamente 20 episódios divididos em 2 temporadas.

### Escolha do elenco
Diogo Valsassina foi o primeiro nome anunciado no elenco, tratando-se do regresso do ator à TVI. Juntamente com Valsassina, também Patrícia Tavares, Alexandra Lencastre, Margarida Bakker, Diogo Valsassina, Diogo Morgado, Fernando Pires, Tiago Teotónio Pereira, Miguel Guilherme e Mafalda Marafusta foram anunciados no elenco. Bárbara França, Paula Neves, Diana Nicolau, Cucha Carvalheiro, Miguel Flor de Lima, Márcia Breia, Dinarte Branco, Miguel Raposo, Pedro Lacerda, Samuel Alves e Valerie Braddell também foram confirmados no elenco em comunicado pela TVI. Bárbara Norton de Matos estaria inicialmente no elenco com a personagem adicional Susana, mas acabou por recusar, alegando que seria um papel pequeno e de pouca importância. A personagem acabou por ser entregue a Marta Gil. Manuel Cavaco integra o elenco na segunda temporada.